# Gloggnersee
Der Gloggnersee (auch Glocknersee oder  Widrigsee) ist ein See in den Bayerischen Voralpen. Er liegt auf dem Gemeindegebiet von Rottach-Egern zwischen den Ortsteilen Ellmau und Unterwallberg am Fuße des Wallbergs.
Der Gloggnersee hat weder Zu- noch Abfluss. Der See ist von Weideflächen umgeben und liegt in einer Senke.
Laut einer lokalen Sage soll auf dem Grund des Gloggnersees ein Schatz aus dem ehemaligen Kloster Tegernsee liegen.